# 孟定新条鳅
孟定新条鳅（学名：Neonoemacheilus mengdingensis）为輻鰭魚綱鯉形目條鳅科新条鳅属的鱼类。在中国，分布于怒江下游支流等。该物种的模式产地在云南耿马县孟定。

## 扩展阅读
維基物種上的相關：孟定新条鳅